# Departamento de Lautaro
El Departamento de Lautaro es una antigua división territorial de Chile, que pertenecía a la Provincia de Concepción. Su nombre fue puesto en honor a Lautaro. Su primera capital fue Colcura. Luego en 1841, pasó a ser Santa Juana. Finalmente, en 1865, la capital fue Coronel. Fue creado entre 1819 y 1823, bajo el gobierno del Libertador Bernardo O'Higgins Riquelme, como Partido de Lautaro, convirtiéndose en la Delegación de Lautaro. Con el DFL 8582 del 30 de diciembre de 1927 cambia su denominación a Departamento de Coronel, y su nombre es asignado al nuevo Departamento de Lautaro que se crea en la Provincia de Cautín, a partir de una parte del antiguo Departamento de Llaima.

## Límites
El Departamento de Lautaro limitaba:
- al norte con el Río Biobío y Departamento de Concepción. Desde 1850 con el Departamento de Talcahuano.
- al oeste con el océano Pacífico.
- al sur con la línea Nacimiento - Arauco. Luego con los creados Departamento de Arauco y Departamento de Nacimiento
- Al este con el río Biobío y Departamento de Puchacay, Departamento de Rere y Departamento de La Laja.

## Administración
La administración estuvo en una primera etapa en Colcura,cuyo fuerte fue desocupado en los primeros meses de 1835, al estar en una situación ruinosa.
En 1841, la cabecera fue cambiada a Santa Juana, y el 30 de mayo de 1865 fue cambiada a Coronel.
El 22 de diciembre de 1891, se crea las siguientes municipalidades, con las subdelegaciones cuyos límites son fijados por los decretos de 13 de noviembre de 1885, 29 de marzo y 1° de diciembre de 1886.
| Municipalidad Sede | Subdelegaciones    |
| ------------------ | ------------------ |
| Coronel            | 1.ª, Coronel       |
| Coronel            | 6.ª, San Pedro     |
| Santa Juana        | 3.ª, Santa Juana   |
| Santa Juana        | 4.ª, Santo Domingo |
| Santa Juana        | 7.ª, San Jerónimo  |
| Lota               | 2.ª, Lota          |
| Lota               | 5.ª, Bío-Bío       |

Las subdelegaciones restantes (1.ª Coronel y 6.ª San Pedro) son administradas por la Ilustre Municipalidad de Coronel

## Subdelegaciones integrantes
El departamento estaba compuesto por cinco subdelegaciones,:
- Colcura
- Santa Juana
- San Pedro
- Arauco
- Nacimiento

En 1841 la capital se cambia a Santa Juana, y el departamento se reducía a las subdelegaciones de,:
- Santa Juana
- Colcura
- San Pedro

Las subdelegaciones desde 1865 fueron:
- 1.ª Coronel
- 2.ª Lota
- 3.ª Santa Juana
- 4.ª Culenco

Hacia 1871, el Departamento estaba compuesto por las siguientes subdelegaciones:
| Subdelegación | Distrito |
| ------------- | -------- |
| 1.ª, Lota     | 1°       |
| 1.ª, Lota     | 2°       |
| 1.ª, Lota     | 3°       |
| 1.ª, Lota     | 4°       |
| 1.ª, Lota     | 5°       |
| 1.ª, Lota     | 6°       |
| 1.ª, Lota     | 7°       |
| 1.ª, Lota     | 8°       |
| 1.ª, Lota     | 9°       |
| 1.ª, Lota     | 10°      |
| 1.ª, Lota     | 11°      |
| 1.ª, Lota     | 12°      |
| 3.ª, Lota     | 1°       |
| 3.ª, Lota     | 2°       |
| 3.ª, Lota     | 3°       |
| 3.ª, Lota     | 4°       |
| 3.ª, Lota     | 5°       |
| 3.ª, Lota     | 6°       |
| 3.ª, Lota     | 7°       |
| 4.ª, Coronel  | 1°       |
| 4.ª, Coronel  | 2°       |
| 4.ª, Coronel  | 3°       |
| 4.ª, Coronel  | 4°       |
| 4.ª, Coronel  | 5°       |
| 4.ª, Coronel  | 6°       |
| 4.ª, Coronel  | 7°       |

Elaborado a partir de: Anuario Estadístico de la República de Chile correspondiente a los años 1870 y 1871, 1871, Imprenta Nacional, Santiago, Chile.
De acuerdo a los decretos de 13 de noviembre de 1885, 29 de marzo y 1° de diciembre de 1886, las subdelegaciones son:
| Subdelegación      | Distrito                   |
| ------------------ | -------------------------- |
| 1.ª, Coronel       | 1°, Playa Blanca           |
| 1.ª, Coronel       | 2°, Corcovado              |
| 1.ª, Coronel       | 3°, Merquín                |
| 1.ª, Coronel       | 4°, Minas Schwager         |
| 1.ª, Coronel       | 5°, Buen Retiro            |
| 1.ª, Coronel       | 6°, Calabozo               |
| 2.ª, Lota          | 1°, Chambique              |
| 2.ª, Lota          | 2°, Colcura (Lota Bajo)    |
| 2.ª, Lota          | 3°, Fuerte Viejo (Colcura) |
| 2.ª, Lota          | 4°, Laraquete              |
| 3.ª, Santa Juana   | 1°, Recinto                |
| 3.ª, Santa Juana   | 2°, Tricauco               |
| 3.ª, Santa Juana   | 3°, Guallerehue            |
| 3.ª, Santa Juana   | 4°, Curalí                 |
| 3.ª, Santa Juana   | 5°, Pichin                 |
| 4.ª, Santo Domingo | 1°, Colico                 |
| 4.ª, Santo Domingo | 2°, Tanahullin             |
| 4.ª, Santo Domingo | 3°, Curamávida             |
| 4.ª, Santo Domingo | 4°, Palihue                |
| 5.ª, Bío-Bío       | 1°, Palco                  |
| 5.ª, Bío-Bío       | 2°, Patagual               |
| 5.ª, Bío-Bío       | 3°, Pileo                  |
| 6.ª, San Pedro     | 1°, California             |
| 6.ª, San Pedro     | 2°, Bocas Bío-Bío          |
| 6.ª, San Pedro     | 3°, Loma Colorada          |
| 6.ª, San Pedro     | 4°, Moradas                |
| 7.ª, San Jerónimo  | 1°, Paso Hondo             |
| 7.ª, San Jerónimo  | 2°, Poduco                 |
| 7.ª, San Jerónimo  | 3°, San Jerónimo           |
| 7.ª, San Jerónimo  | 4°, Espigada               |

Elaborado a partir de: Memoria presentada al Supremo Gobierno por la Comisión Central del Censo, 1908, Santiago, Chile.